# 藏经阁

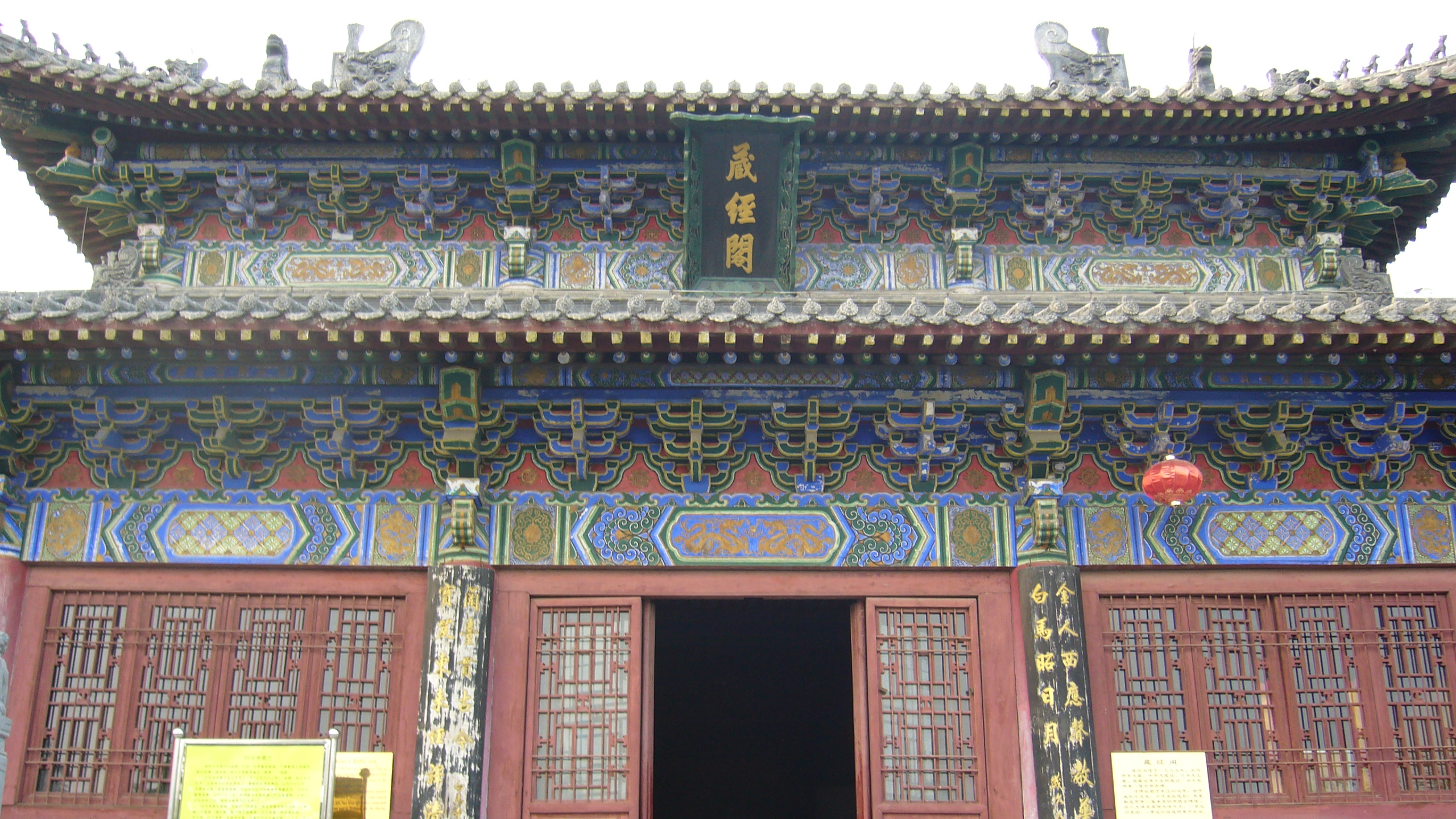
河南省洛阳市白马寺藏经阁。

藏经阁又名藏经楼，是中国汉传佛教寺院中的一项单体建筑，主要用来收藏佛经，主藏品为《大藏经》，类似今天的图书馆。藏经阁传到日本后，各大寺院也有建立，但名字却往往不相同，主要称作“経蔵”、“劝学书院”、“经库”等。

## 藏品
藏经阁主要收藏《大藏经》，古时候称作“一切经”，共有4000多种，内容包括经、律、论三部分。经是佛陀指导弟子修行所说的理论，律是佛陀为佛教徒制定的日常生活的规则，论是佛教徒阐明经理的著述。

## 祭祀
藏经阁內常供奉南朝梁傅大士及其二子普建、普成像，他发明了“轮藏”，即立有中柱、共八面、可轉動之經書架，並認為具信心者轉動輪藏功德與誦經相同。此外藏经阁一般还供奉释迦牟尼及二位胁侍菩萨像，日本的藏经阁則还供奉日本天台宗建立者最澄大师像。

## 建筑
藏经阁一般在整个寺院中轴线最后端、地势最高的地方，常有两层，顶层叫“千佛阁”。

## 註解
1. ↑  傅大士又稱「善慧大士」，二童子則俗稱「笑佛」[3]